# Seznam zámků v Královéhradeckém kraji
Seznam zámků v Královéhradeckém kraji. Jedná se o seznam dosud stojících zámků v Královéhradeckém kraji:
| Zámek                             | Obrázek | Okres               | Památková ochrana | Lokace                                       | Sloh                |
| --------------------------------- | ------- | ------------------- | ----------------- | -------------------------------------------- | ------------------- |
| Adršpach                          |         | Náchod              | 36861/6-1490      | Dolní Adršpach 75                            | baroko              |
| Arnultovice                       |         | Trutnov             |                   | Rudník 6                                     | novogotika          |
| Barchov                           |         | Hradec Králové      | 40666/6-585       | Barchov 1                                    | baroko              |
| Blažkov                           |         | Hradec Králové      | 13404/6-5503      | Myštěves 105                                 | novobaroko          |
| Bílé Poličany                     |         | Trutnov             | 24868/6-3437      | Bílé Poličany 1                              | novobaroko          |
| Bolehošťská Lhota                 |         | Rychnov nad Kněžnou | 39448/6-2219      | Bolehošťská Lhota 1                          | baroko              |
| Borohrádek                        |         | Rychnov nad Kněžnou |                   | Rudé armády 1                                | empír               |
| Cerekvice nad Bystřicí            |         | Jičín               | 25476/6-1129      | Cerekvice nad Bystřicí 1                     | baroko              |
| Častolovice                       |         | Rychnov nad Kněžnou | 18638/6-2234      | Masarykova 1                                 | renesance           |
| Černíkovice                       |         | Rychnov nad Kněžnou | 24036/6-2241      | Černíkovice 1                                | empír               |
| Čeřov                             |         | Jičín               |                   | Soudná 16, Jičín                             |                     |
| Dětenice                          |         | Jičín               | 24801/6-1142      | Dětenice 1                                   | baroko              |
| Dobřenice                         |         | Hradec Králové      | 19539/6-595       | Dobřenice 7                                  | novoklasicismus     |
| Dolní Přím                        |         | Hradec Králové      | 32716/6-599       | Dolní Přím 1                                 | baroko              |
| Doudleby nad Orlicí               |         | Rychnov nad Kněžnou | 30569/6-2276      | Rudé armády 1                                | baroko              |
| Fořt                              |         | Trutnov             | 18080/6-4941      | Fořt 1                                       | baroko              |
| Hájek                             |         | Rychnov nad Kněžnou | 38024/6-2387      | Hájek 58                                     | baroko              |
| Hlušice                           |         | Hradec Králové      | 28266/6-602       | Hlušice 1                                    | novogotika          |
| Hoděčín                           |         | Rychnov nad Kněžnou |                   | Hoděčín 1                                    | klasicismus         |
| Holovousy                         |         | Jičín               |                   | Holovousy 1                                  | secese              |
| Horní Maršov                      |         | Trutnov             | 28796/6-3534      | Czerninská 1                                 | novorenesance       |
| Hořice                            |         | Jičín               | 32051/6-1160      | Riegrova 1                                   | baroko              |
| Hořiněves                         |         | Hradec Králové      | 21894/6-613       | Hořiněves 1                                  | baroko              |
| Hostinné                          |         | Trutnov             |                   | na křižovatce ulic Karla Klíče a Horní brána |                     |
| Hrádek u Nechanic                 |         | Hradec Králové      | 18278/6-619       | Lubno 66                                     | novogotika          |
| Humprecht                         |         | Jičín               | 37630/6-1386      | Sobotka 363                                  | baroko              |
| Chotělice                         |         | Hradec Králové      |                   | Chotělice 89                                 | novorenesance       |
| Chvalkovice                       |         | Náchod              | 26045/6-1638      | Chvalkovice 1                                | baroko              |
| Jeřice                            |         | Jičín               | 36005/6-5471      | Jeřice 1                                     | baroko              |
| Jičín                             |         | Jičín               | 32129/6-1029      | Valdštejnovo náměstí 1                       | klasicismus         |
| Jičíněves                         |         | Jičín               | 15040/6-1204      | Jičíněves 1                                  | baroko              |
| Kamenice                          |         | Jičín               |                   | Kamenice 1                                   |                     |
| Karlova Koruna                    |         | Hradec Králové      | 31796/6-624       | Pražská 1, Chlumec nad Cidlinou              | baroko              |
| Kopidlno                          |         | Jičín               | 21297/6-1217      | náměstí Hilmarovo 1                          | novorenesance       |
| Kostelec nad Orlicí (nový zámek)  |         | Rychnov nad Kněžnou | 14863/6-2293      | Komenského 1                                 | empír               |
| Kostelec nad Orlicí (starý zámek) |         | Rychnov nad Kněžnou | 29962/6-2294      | Tyršova 2                                    | baroko              |
| Kratonohy                         |         | Hradec Králové      | 25040/6-634       | Kratonohy 1                                  |                     |
| Kunčice                           |         | Hradec Králové      |                   | Kunčice 1                                    | baroko              |
| Kvasiny                           |         | Rychnov nad Kněžnou | 27396/6-2316      | Kvasiny 1                                    | novoklasicismus     |
| Lázně Bělohrad                    |         | Jičín               | 38994/6-1226      | T. G. Masaryka 1                             | baroko              |
| Libčany                           |         | Hradec Králové      |                   | Libčany 244                                  |                     |
| Lískovice                         |         | Jičín               |                   | na okraji obce při cestě na Bašnici          | novogotika          |
| Meziměstí                         |         | Náchod              | 28948/6-1809      | Školní 201                                   | baroko              |
| Miletín                           |         | Jičín               | 45072/6-1259      | Na Parkáni 1                                 | klasicismus         |
| Milíčeves                         |         | Jičín               | 32600/6-1369      | Milíčeves 1                                  | klasicismus         |
| Mladějov                          |         | Jičín               |                   | Mladějov 1                                   | novobaroko          |
| Náchod                            |         | Náchod              | 40956/6-1462      | Zámek 1282                                   | baroko              |
| Neděliště                         |         | Hradec Králové      | 25986/6-655       | Josefa Česáka 1                              | baroko              |
| Nové Město nad Metují             |         | Náchod              | 31488/6-1818      | Husovo náměstí 1201                          | baroko              |
| Nové Zámky                        |         | Trutnov             | 40402/6-3460      | Dolní Olešnice 115                           | novorenesance       |
| Nový Dvůr                         |         | Náchod              |                   | Volovka 1                                    | baroko              |
| Opočno (letohrádek)               |         | Rychnov nad Kněžnou | 37808/6-2351      | Zámecká 37                                   | empír               |
| Opočno (zámek)                    |         | Rychnov nad Kněžnou | 37808/6-2351      | Trčkovo náměstí 1                            | renesance           |
| Ostružno                          |         | Jičín               |                   | Ohařice 37                                   |                     |
| Pádolí                            |         | Rychnov nad Kněžnou |                   | Uhřínov 39                                   |                     |
| Podhůří                           |         | Trutnov             |                   | U Zámku 1                                    | novorenesance       |
| Podlesí                           |         | Hradec Králové      |                   | Ohnišťany 83                                 | novogotika          |
| Potštejn                          |         | Rychnov nad Kněžnou | 30072/6-2392      | Jarníkova 1                                  | baroko              |
| Přestavlky                        |         | Rychnov nad Kněžnou | 35028/6-2230      | Přestavlky 1                                 | baroko              |
| Ratibořice                        |         | Náchod              | 11782/6-1584      | Ratibořice 1                                 | empír               |
| Ratibořice (lovecký zámeček)      |         | Náchod              | 11782/6-1584      | Ratibořice 7, 9 a 19                         | empír               |
| Rokytnice v Orlických horách      |         | Rychnov nad Kněžnou | 34580/6-2407      | náměstí T. G. Masaryka 1                     | baroko              |
| Rudník                            |         | Trutnov             | 11898/6-5538      | Rudník 130                                   | renesance           |
| Rychnov nad Kněžnou               |         | Rychnov nad Kněžnou | 30692/6-2185      | Kolowratská 1                                | baroko              |
| Rychnov nad Kněžnou (starý zámek) |         | Rychnov nad Kněžnou | 29028/6-2200      | Kaštany 435                                  | baroko, klasicismus |
| Skalka                            |         | Rychnov nad Kněžnou | 22411/6-2381      | Podbřezí 63                                  | baroko              |
| Skály                             |         | Náchod              | 22623/6-1904      | Skály 1                                      | baroko              |
| Skřivany                          |         | Hradec Králové      | 46918/6-694       | Tovární 1                                    | novogotika          |
| Sloupno                           |         | Hradec Králové      | 21461/6-697       | Sloupno 1                                    | baroko              |
| Smidary                           |         | Hradec Králové      |                   | Šnajdrova 5                                  | empír               |
| Smiřice                           |         | Hradec Králové      | 37439/6-700       | Zámek 130                                    | baroko              |
| Sobčice                           |         | Jičín               | 11635/6-1374      | Sobčice 1                                    | baroko              |
| Solnice                           |         | Rychnov nad Kněžnou | 15372/6-5018      | Komenského 54                                | renesance           |
| Staré Hrady                       |         | Jičín               | 25389/6-1396      | Staré Hrady 1                                | baroko              |
| Stárkov                           |         | Náchod              | 45536/6-1883      | Stárkov 1                                    | baroko              |
| Starý Rokytník                    |         | Trutnov             |                   | u kostela sv. Šimona a Judy                  |                     |
| Stěžery                           |         | Hradec Králové      | 45713/6-708       | Lipová 1                                     | renesance           |
| Stračov                           |         | Hradec Králové      | 101253            | Stračov 1                                    | klasicismus         |
| Teplice nad Metují (dolní zámek)  |         | Náchod              | 17710/6-1905      | náměstí Aloise Jiráska 44                    | baroko              |
| Teplice nad Metují (horní zámek)  |         | Náchod              | 31033/6-1909      | Rooseveltova 15                              | renesance           |
| Trutnov                           |         | Trutnov             | 22442/6-3401      | Školní 150                                   | klasicismus         |
| Tuř                               |         | Jičín               |                   | Tuř 1                                        | klasicismus         |
| Týniště nad Orlicí                |         | Rychnov nad Kněžnou |                   | Okružní 329                                  |                     |
| Újezd                             |         | Hradec Králové      |                   | Újezd 1                                      |                     |
| Velichovky                        |         | Náchod              |                   | Na Zátiší 1                                  | empír               |
| Vlčice                            |         | Trutnov             | 15236/6-3719      | Vlčice 1                                     | klasicismus         |
| Vokšice                           |         | Jičín               | 18854/6-1330      | Vokšice 1                                    | empír               |
| Volanice                          |         | Jičín               | 25030/6-1433      | Volanice 1                                   | baroko              |
| Vrchlabí                          |         | Trutnov             | 37508/6-3729      | Zámek 1                                      | renesance           |
| Vysoké Veselí                     |         | Jičín               | 12452/6-5620      | Vysoké Veselí 1                              | empír               |
| Žacléř                            |         | Trutnov             | 24305/6-3747      | Zámecká 1                                    | renesance           |
| Žireč                             |         | Trutnov             | 30757/6-3755      | Žireč 1                                      | baroko              |